# Alexander Ramsay (Militär)
Alexander Ramsay of Dalhousie († nach 20. Juni 1342 in Hermitage Castle) war ein schottischer Adliger und Militär. Er gehörte während des Zweiten Schottischen Unabhängigkeitskriegs zu den führenden Militärs auf schottischer Seite.

## Herkunft
Alexander Ramsay entstammte der Familie Ramsay, einer Familie des niederen Adels, die in verschiedenen Zweigen Besitzungen in Fife und im Gebiet der östlichen Scottish Borders besaß. Alexander entstammte dem Zweig der Familie aus Dalhousie Castle südlich von Edinburgh und besaß nur geringen Landbesitz in Lothian.

## Kampf auf schottischer Seite im Unabhängigkeitskrieg
Während des Zweiten Schottischen Unabhängigkeitskriegs ab 1332 gehörte Ramsay in Südschottland zu den Führern des Kampfes gegen die Engländer und den von ihnen unterstützten Edward Balliol, der den schottischen Thron beanspruchte. Balliol war bereit, im Gegenzug für die englische Unterstützung weite Gebiete Südschottlands an England abzutreten. Im Juli 1335 gehörte Ramsay der schottischen Streitmacht an, die den mit England verbündeten Grafen von Namur im Gefecht bei Boroughmuir schlug. Im November 1335 gehörte er der schottischen Streitmacht an, die David Strathbogie, einen der wichtigsten Unterstützer von Balliol, in der Schlacht von Culblean besiegte. In den nächsten Jahren kämpfte er vor allem in den östlichen Scottish Borders gegen die Engländer und die Unterstützer von Balliol. Anders als der Guardian Andrew Murray war er aber weniger ein Stratege, sondern vor allem ein geschickter Taktiker. Zu seinen wichtigsten Erfolgen gehörte der Entsatz des belagerten Dunbar Castle, das er 1338 über See mit Nachschub versorgen konnte, so dass die Burg weiter erfolgreich verteidigt werden konnte. Solche größeren Aktionen waren aber für Ramsay die Ausnahme. Meistens führte er mit einem nur relativ kleinen bewaffneten Gefolge einen ständigen Kleinkrieg gegen die Engländer und ihre schottischen Unterstützer. Dabei zog er sich vor seinen Verfolgern zeitweise sogar in Höhlen zurück. 
Als Andrew Murray 1338 starb, galt Ramsay neben William Douglas als erfahrenster Militär auf schottischer Seite. Da er aber über nur bescheidenen Landbesitz verfügte, wurde Robert the Steward zum neuen Guardian gewählt. Trotz dieser Zurückstellung und seiner Kriegsführung gilt Ramsay vor allem in der schottischen Geschichtsschreibung als vorbildlicher Ritter. Hierzu trug vor allem sein Erfolg bei einem Turnier in Berwick Anfang 1342 bei. Das prächtige Turnier wurde vom englischen Kommandanten Henry of Lancaster ausgerichtet, um die englische Macht in den Scottish Borders zu verdeutlichen. Ramsay war der Anführer der schottischen Teilnehmer und zeichnete sich in den Kämpfen, in denen vier Teilnehmer getötet wurden, aus.

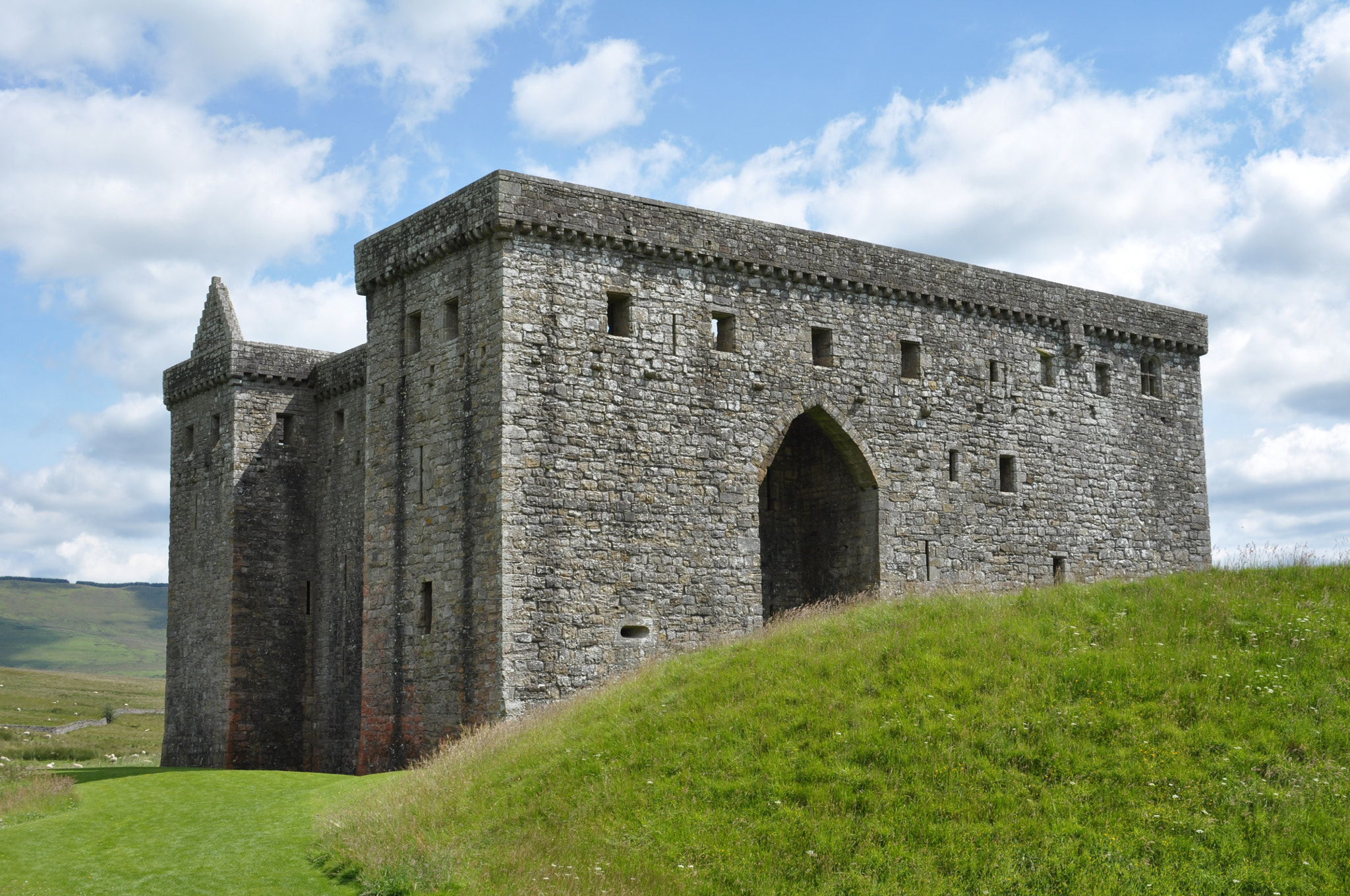
Die Ruine von Hermitage Castle, in dessen Kerker Ramsay starb

## Konflikt mit William Douglas und Tod
1340 wurde Ramsay zum Warden der Eastern March ernannt, womit seine Stellung als Führer des militärischen Widerstands in der Region anerkannt wurde. In der Dämmerung des 30. März 1342 führte Ramsay einen Überraschungsangriff auf Roxburgh Castle, durch den er die strategisch wichtige Burg erobern konnte. Daraufhin wurde er von König David II. zum Sheriff von Teviotdale ernannt. Dies führte aber zu einem Konflikt mit William Douglas, der einen älteren Anspruch auf das Amt erhob. Als Ramsay am 20. Juni 1342 als Sheriff in der Kirche von Hawick Gericht hielt, wurde er von Douglas überfallen und gefangen genommen. Douglas brachte ihn nach Hermitage Castle, wo er ihn im Kerker verhungern ließ. Auf Betreiben von Robert the Steward begnadigte der König widerstrebend Douglas und ahndete den Mord nicht. Möglicherweise ließ der König aber wegen des Mords den mit Douglas verbündeten Chamberlain William Bullock stürzen und verhungern. Ramsays Verwandte und Freunde konnten noch 1344 nur mühsam während eines Parlaments abgehalten werden, Rache an Douglas zu nehmen. Kein Angehöriger der Ramsays of Dalhousie erlangte nach Ramsays Tod mehr größere Bedeutung.